# Galdhøpiggen
Il Galdhøpiggen con i suoi 2.469 m s.l.m. è la cima più alta della catena del Jotunheimen e della Norvegia, nonché di tutto il Nord Europa. Si trova nel comune di Lom, nella contea di Innlandet.

## Etimologia
Galdhøpiggen in norvegese significa "il picco (piggen) del monte Galdhø".